# Mera (affluente del Volga)
La Mera (in russo Мера?) è un fiume della Russia europea, tributario di sinistra del Volga, sfocia nel bacino di Gor'kij. Scorre nelle oblast' di Kostroma e di Ivanovo. 

## Descrizione
Il fiume ha origine vicino al villaggio di Pervušino, nel distretto Sudislavskij e scorre in direzione sud-orientale; al villaggio di Ostrovskoe gira a sud. Nel corso superiore il fiume scorre serpeggiando attraverso un'area forestale. La larghezza del fiume è di circa 3-10 metri; la velocità della corrente è piuttosto elevata. Nel medio coso si espande fino a 15-20 metri. Esce dalle foreste, viene attraversato dalla strada  Kostroma-Kirov e passa Ostrovskoe. Riceve, da sinistra, il suo maggior affluente, la Medoza (lungo 72 km) e scorre tra alte rive ricoperte di boschi di conifere. 
Nell'ultimo tratto, 10 km prima della foce, comincia a farsi sentire il ristagno del bacino idrico di Gor'kij e il fiume si espande tanto da formare quasi una baia. Il fiume sfocia nel Volga a 2 428 km dalla foce, al villaggio di Zarečnyj, poco a est della città di Kinešma. La sua lunghezza è di 152 km, il bacino idrografico di 2 380 km². La portata media delle acque a 51 km dalla foce è di 6,5 m³/s.